# فهرست کشورهای تولیدکننده طلا

تولید طلا در سال 2009.

برای سال‌ها آفریقای جنوبی کشور پیشرو در تولید طلا بود. ولی به تازگی کشورهایی مانند چین و روسیه و آمریکا و استرالیا به میزان زیادی از آن پیشی گرفته‌اند. اگر چه از سطح اوج تولید طلا در آفریقایی جنوبی در سال ۱۹۷۰ فاصله بسیاری دارند. البته توجه داشته باشید این اعداد برای تولید اولیه است. به عنوان مثال در میان سال‌های ۲۰۱۰ تا ۲۰۱۴ در آمریکا بازیافت طلا از ضایعات از تولید اولیه نیز بیشتر بوده‌است.
| رده  | قاره        | کشور یا منطقه | تولید طلا به تن در سال ۲۰۱۶ |
| ---- | ----------- | ------------- | --------------------------- |
|      | جهان        | همه جهان      | ۳٬۱۰۰                       |
| ۱    | آسیا        | چین           | ۴۵۵                         |
| ۲    | اقیانوسیه   | استرالیا      | ۲۷۰                         |
| ۳    | اروپا       | روسیه         | ۲۵۰                         |
| ۴    | آمریکا      | آمریکا        | ۲۰۹                         |
| ۵    | آمریکا      | کانادا        | ۱۷۰                         |
| ۶    | آمریکا      | پرو           | ۱۵۰                         |
| ۷    | آفریقا      | آفریقای جنوبی | ۱۴۰                         |
| ۸    | آمریکا      | مکزیک         | ۱۲۵                         |
| ۹/۱۰ | آسیا        | ازبکستان      | ۱۰۰                         |
| ۹/۱۰ | آسیا        | اندونزی       | ۱۰۰                         |
| ۱۱   | آفریقا      | غنا           | ۹۰                          |
| ۱۲   | آمریکا      | برزیل         | ۸۰                          |
| ۱۳   | اقیانوسیه   | پاپوا گینه نو | ۶۵                          |
|      | دیگر کشورها | باقی جهان     | ۹۰۰                         |